# جامعة بلوفديف الطبية
جامعة الطبية بلوفديف (بالبلغارية: Медицински университет в Пловдив)‏ في بلوفديف، بلغاريا، تأسست عام 1945.
وهي تشمل كليات الطب وطب الأسنان والصيدلة والصحة العامة وقسم اللغات والتدريب المتخصص وكلية طبية ومستشفى بسعة 2000 سرير. تشمل المرافق المعامل والعيادات والوحدات للتشخيص والعلاج والأنشطة البحثية وتدريب طلاب الطب وطب الأسنان. تقدم مكتبة الجامعة المركزية للطلاب 170.000 مجلد بالعديد من اللغات بالإضافة إلى قاعة إنترنت ونظام شبكة محلي. تصدر الجامعة مجلة تسمى فوليا ميديكا (Folia Medica)، يتم تبادلها مع أكثر من 326 متخصصًا من أكثر من 54 دولة. في كل عام يتم تدريب أكثر من 3800 طالب بلغاري وأجنبي في جامعة الطب - بلوفديف.

## التاريخ
تأسست جامعة بلوفديف الطبية ككلية طبية في جامعة بلوفديف عام 1945. في عام 1950 أصبحت الكلية الأكاديمية الطبية المستقلة - بلوفديف. تم تغيير اسمها في عام 1972 إلى المعهد الطبي العالي - بلوفديف. تأسست كلية طب الأسنان في عام 1974، بينما تم إنشاء كلية الطب في عام 1997 كفرع تابع لجامعة بلوفديف الطبية. تم تغيير اسم المعهد الطبي العالي إلى جامعة بلوفديف الطبية في عام 2002 بعد قرار من الجمعية الوطنية البلغارية.

## التطورات
تم إنشاء مبنى جديد في عام 2005 حيث تقع كلية طب الأسنان. تبلغ مساحة المبنى الجديد 14770 مترًا مربعًا، ويضم 27 غرفة تعليمية إكلينيكية، وثماني غرف ندوات، وقاعتين بإجمالي 273 مقعدًا. تم بناء مجمع قاعة بمساحة 2750 مترًا مربعًا في عام 2011 بإجمالي 5,5 مليون يورو. يحتوي المبنى الجديد على ست قاعات اجتماعات وقد تم ترشيحه لجائزة المبنى البلغاري للعام في فئة الثقافة في عام 2011. - خاصة مع تحسين البنية التحتية للجامعة وإدخال العديد من البرامج الجديدة التي يتم تدريسها باللغة الإنجليزية. علاوة على ذلك يمكن للطلاب الأجانب التسجيل في دورات اللغة والدراسة باللغة البلغارية (التي يتم تدريسها لمدة عام واحد). في عام 2013، مُنحت جائزة أفضل طالب أجنبي في بلغاريا لطالب من جامعة بلوفديف الطبية. تم تشييد مبنى جديد آخر في عام 2017، يضم العديد من المكاتب بالإضافة إلى مكتبة جديدة.

## الجدل
في عام 2013 حصلت الجامعة على جائزة «أفضل جامعة» لمكانتها الرائدة في مجال التعليم. تم منح الجائزة من قبل جمعية الأعمال الأوروبية (EBA) في مؤتمر قمة أكسفورد للقادة «العلم والتعليم» في أكسفورد في المملكة المتحدة. في 24 يوليو 2017، كشفت صحيفة التايمز أن الجوائز من جمعية الأعمال الأوروبية وهمية مع رسوم تصل إلى 9300 جنيه إسترليني يتم دفعها إلى الجمعية من الفائزين بالجوائز.
في يوليو 2015، أقرت إدارة الجامعة بوجود فساد في نظام الامتحانات الجامعية مع اعتبار الدفع مقابل اجتياز الامتحانات مشكلة مستمرة في الجامعة.
في مارس 2020، تم القبض على مواطن بريطاني وطالب دولي بالجامعة لنشره ادعاء كاذبًا بأن 200 طالب من الجامعة أثبتت إصابتهم بمرض فيروس كورونا 2019 وأن إدارة الجامعة أخفت ذلك.
في أكتوبر 2020 تم انتقاد إدارة الجامعة بسبب الرواتب المنخفضة المقدمة لموظفي الجامعة.
في أكتوبر 2020 تم الإبلاغ عن أن الجامعة منحت درجة الماجستير في إدارة الصحة العامة والصحة في عام 2010 إلى ديسلافا يوردانوفا على الرغم من أنها لم تكمل درجة البكالوريوس بنجاح وبالتالي فهي غير مؤهلة لبرنامج درجة الماجستير هذا.

## التنظيم
تضم جامعة بلوفديف الطبية أربع كليات وقسمًا واحدًا وكلية طبية واحدة:
- يستمر التدريب في كلية الطب لمدة ست سنوات، ويشارك في التخصصات قبل السريرية وكذلك التخصصات السريرية، جنبًا إلى جنب مع التناوب السريري لمدة عام واحد.[14]
- توفر كلية طب الأسنان درجة الماجستير في العلوم في طب الأسنان وتقدم تخصصات لأطباء طب الأسنان.[15]
- يحصل طلاب كلية الصيدلة على درجة ماجستير العلوم مع الاستفادة أثناء دراستهم للمختبرات للتدريب العملي.[16]
- تقدم كلية الصحة العامة بكالوريوس في الإدارة الصحية، وماجستير في إدارة الرعاية الصحية، وماجستير في إدارة الأنشطة الاجتماعية والصحة العامة، وماجستير في الصحة العامة وإدارة الصحة، وبرامج دكتوراه (بدوام جزئي وكامل) ودراسات عليا أخرى دورات وتخصصات الأطباء.[17] جميع الشهادات (سواء هنا أو في الكليات الأخرى) معترف بها من الاتحاد الأوروبي.[17]
- يقدم قسم اللغات والتدريب المتخصص تدريبًا في اللغة البلغارية للطلاب الأجانب بالإضافة إلى التدريب على اللغة اللاتينية. كما يتم تدريس اللغات الأوروبية الحديثة (متاحة للطلاب في الجامعة).[18]
- تقدم كلية الطب ثمانية برامج.

## روابط خارجية
- الموقع الرسمي لجامعة الطب - بلوفديف
- الموقع الرسمي لكلية الطب - بلوفديف
- دليل الجامعة - جامعة بلوفديف الطبية
- ويكيمابيا - جامعة بلوفديف الطبية